# 4 Batalion Saperów (PSZ)
4 Batalion Saperów (Oddziały Saperów Dywizyjnych) – oddział saperów Polskich Sił Zbrojnych.

## Formowanie
W lutym 1945 roku, w Szkocji, rozpoczęto formowanie jednostki Oddziałów Saperów Dywizyjnych 4 Dywizji Piechoty. Zdolność bojową miał osiągnąć do 1 czerwca 1945. W walkach na froncie nie wziął udziału. Oficerowie wywodzili się z I Korpusu Polskiego, a żołnierze w ok. 80% z Wehrmachtu i organizacji Todt, do których to wcześniej zostali przymusowo wcieleni. Saperzy dywizyjni byli kompletnie zmotoryzowani, liczyli ok. 1200 ludzi.

## Obsada personalna
- dowódca saperów dywizyjnych
  - płk sap. Jan Nepomucen Gustowski[2]
  - mjr sap. Wiktor Neklaws[3] (1945–1946)
- adiutant – por. Henryk Hajducki
- dowódca plutonu dowodzenia – por. Jan Markowski
- dowódca plutonu łączności – ppor. Kazimierz Regula
- dowódca 7 kompanii saperów – kpt. Julian Feliks Folik
  - zastępca dowódcy kompanii - por. Miernacki[1]
- dowódca 8 kompanii saperów – kpt. sap. inż. Jan Piasecki[4]
  - zastępca dowódcy kompanii - kpt. Wacław Witold Rześny[1]
- dowódca 9 kompanii saperów – mjr sap. Maksymilian Robert Kruczała
  - zastępca dowódcy kompanii - kpt. Włodzimierz Józef Siwiński[1]
- dowódca 4 kompanii parkowej – mjr sap. Adam Julian Kasperski[5]
- dowódca plutonu mostowego – chor. Budny